# Hans Tropsch

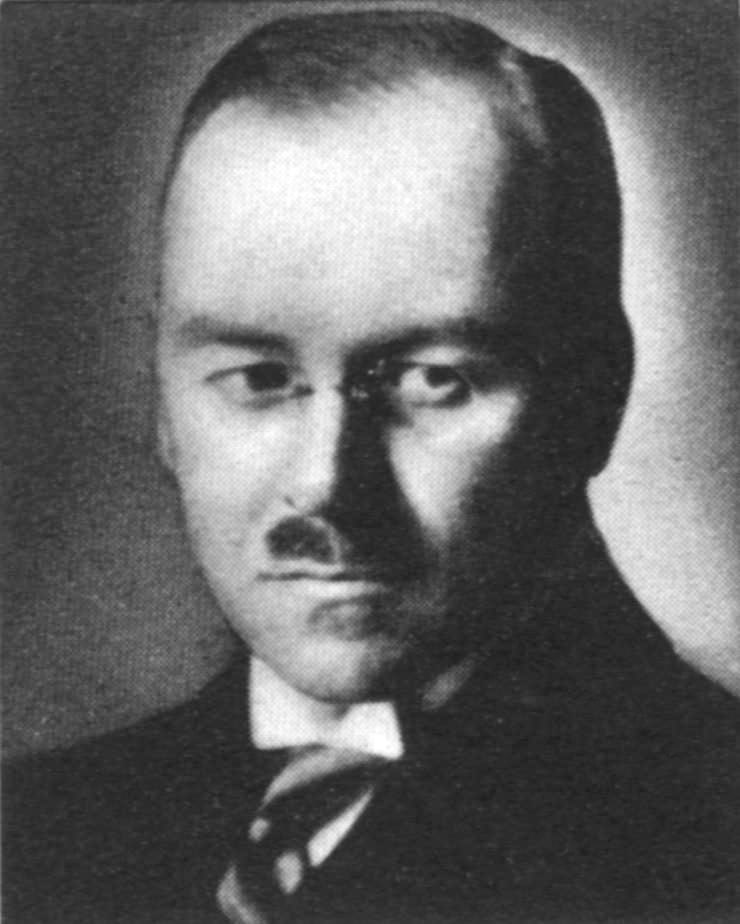
Hans Tropsch

Hans Tropsch (* 7. Oktober 1889 in Plan (Westböhmen), Österreich-Ungarn; † 8. Oktober 1935 in Essen, Deutsches Reich) war ein deutsch-österreichischer Chemiker und Ingenieur. Von 1921 bis 1928 arbeitete er unter der Leitung von Direktor Franz Fischer am Kaiser-Wilhelm-Institut für Kohlenforschung in Mülheim an der Ruhr, wo er unter anderem an der Entwicklung der Fischer-Tropsch-Synthese mitwirkte.

## Leben
Hans Tropsch (geb. Johann Tropsch) wurde 1889 in Plan (Westböhmen) als erstes von acht Kindern als Sohn des Bahnbeamten Franz Tropsch und seiner Ehefrau Anna (geb. Zeidler) geboren.
Tropsch besuchte bis 1907 die Kaiser-Franz-Joseph-Realschule in Plan und studierte im Anschluss Chemie an der Deutschen Technischen Hochschule Prag sowie an der Deutschen Universität in Prag. Es folgte eine Anstellung als Assistent bei Hans Leopold Meyer an der Deutschen Universität in Prag, während welcher er 1913 mit einer Arbeit Über neue Derivate des Pyridins zum Dr.-Ing. promovierte.1914–1916 ging er einer Industrietätigkeit als Chemiker im Farbwerk Mühlheim in Mühlheim am Main nach. Hier arbeitete er im wissenschaftlichen Laboratorium auf dem Gebiet der Azofarbstoffe und Küpenfarbstoffe und an Zwischenprodukten für pharmazeutische Präparate.  Nach den Sitzungsberichten der Wiener Akademie der Wissenschaften hat er 1914 seine erste größere Studie vorlegen können. 1916–17 arbeitete er in einer Farbstofffabrik in Mülheim an der Ruhr und dann kurzzeitig als Assistent am Kaiser-Wilhelm-Institut für Kohlenforschung in Mülheim an der Ruhr. 1917–20 arbeitete er im Rüttgerswerk in Niederau, wo er neben wissenschaftlichen Arbeiten im Labor auch als Betriebsleiter der Teerdestillation und der Ammoniakfabrik für die Fertigung zuständig war. 1918 heiratete er Käte Oelschlägel, welche er bereits in Mülheim an der Ruhr kennen gelernt hatte.
1920 ging er zurück ans Kaiser-Wilhelm-Institut für Kohlenforschung, wo er als Abteilungsleiter bis 1927 angestellt war. In dieser Zeit arbeitete er mit Direktor Franz Fischer und Otto Roelen zusammen. Ab 1923 untersuchten sie die Umwandlung von Synthesegas (CO und H2) in langkettige Kohlenwasserstoffe und entwickelten bis 1925 die Fischer-Tropsch-Synthese (FTS) (Patent 484.337; 25. Juli 1925 und Patent 524.468, 2. November 1926). Dieses Verfahren wurde von der Ruhrchemie AG in Konkurrenz zur I.G. (die das Hydrierverfahren von Bergius-Pier bevorzugte) gefördert. (Rudolf Schenck hatte 1922–26 in München unabhängig davon ein ähnliches Verfahren entwickelt.) Nach Einführung der Devisenzwangswirtschaft im Juli 1931 (→ Deutsche Bankenkrise) wurde die FTS ab 1933 zur Synthese von künstlichem Erdöl aus Kohle großtechnisch angewandt. Tropsch und Hans Schrader waren Abteilungsvorsteher. Sein Nachfolger wurde 1928 hier Kurt Peters.
1926 erhielt Tropsch nach Beantragung die deutsche Staatsbürgerschaft. 
1928 folgte er einem Ruf nach Prag, wo er ein neues Kohlenforschungs-Institut einrichten und leiten sollte. Um 1930 habilitierte er sich für die Chemie der Brennstoffe an der Deutschen Technischen Hochschule Prag.
Aufgrund persönlicher Schwierigkeiten im Institut, die sich aus den angespannten nationalen Verhältnissen zwischen der Tschechoslowakei und dem Deutschen Reich ergaben, folgte er 1931 einem Ruf ans Armour Institute of Technology in Chicago. Später lehrte er auch als Gastprofessor an der University of Chicago und arbeitete bei Universal Oil Products.
Aufgrund einer Erkrankung kehrte er 1935 mit seiner Ehefrau nach Deutschland zurück, wo er kurz darauf in einem Krankenhaus in Essen starb.

## Veröffentlichungen
- Über die Leitfähigkeit der Amine und Dicarbonsäuren des Pyridins; 1914
- Entstehung, Veredlung und Verwertung der Kohle; Berlin, Gebrüder Borntraeger, 1930
- Catalytic reactions: lectures; Armour Institute of Technology, 1931
- Regarding the synthesis of petroleum hydrocarbons from carbon; 1931
- mit Vaclav Jelinek: Überführung von Methan in aromatische Kohlenwasserstoffe und Wasserstoff durch therm. Zerfall von CH4 oder CH4-haltigen Gasen; In Chemisches Zentralblatt
- mit Vaclav Jelinek: Über die Bestimmung kleiner Mengen leichtsiedener Kohlenwasserstoffe in Gegenwart von Wasser
- mit Robert Kassler (vom Institut für anorganische und analytische Chemie der Deutschen Technischen Hochschule Prag; Kohlenforschungs-Institut): Über einige katalytische Eigenschaften des Rheniums; in: Berichte der deutschen chemischen Gesellschaft, 1930